# AGIR
AGIR va ser una organització d'estudiants d'ideologia nacionalista gallega d'esquerres i anticapitalista. Està present en diferents comarques de Galícia (Estat Espanyol).

## Història
AGIR va ser creada després de la fusió d'altres 4 organitzacions prèvies: Estudiants Independentistes, la Federació d'Estudiants Revolucionaris (FER), l'Assemblea Galega d'Estudiants Antifeixistes i CAMEM, sent la FER (propera a Primeira Linha) la més favorable a la unificació. La majoria dels militants d'Estudiants Independentistes (la més gran de les organitzacions unificades) va abandonar AGIR a causa de desacords amb la línia política de la nova organització. En les eleccions al claustre de 2012 a la Universitat de Santiago de Compostel·la AGIR va obtenir el seu primer representant en el Consell de la Universitat. En les eleccions de 2014 AGIR va aconseguir dos representants. En març de 2016, al costat d'altres organitzacions estudiantils nacionalistes i d'esquerra de Galícia, va passar a formar l'organització Erguer - Estudantes da Galiza.

## Ideologia, objectius i estructura
AGIR defensava una educació pública, en gallec, no patriarcal, democràtica i de qualitat. També lluitaven contra la privatització i per un pla educatiu per a Galícia, en gallec i contra el masclisme a les aules. AGIR va estar fortament vinculada a la desapareguda coalició Nós-Unidade Popular, especialment a la seva ala juvenil: Briga. L'estructura bàsica i central d'AGIR eren els diferents comitès formats en cada facultat o institut on mantenien presència.